# Turbodiesel

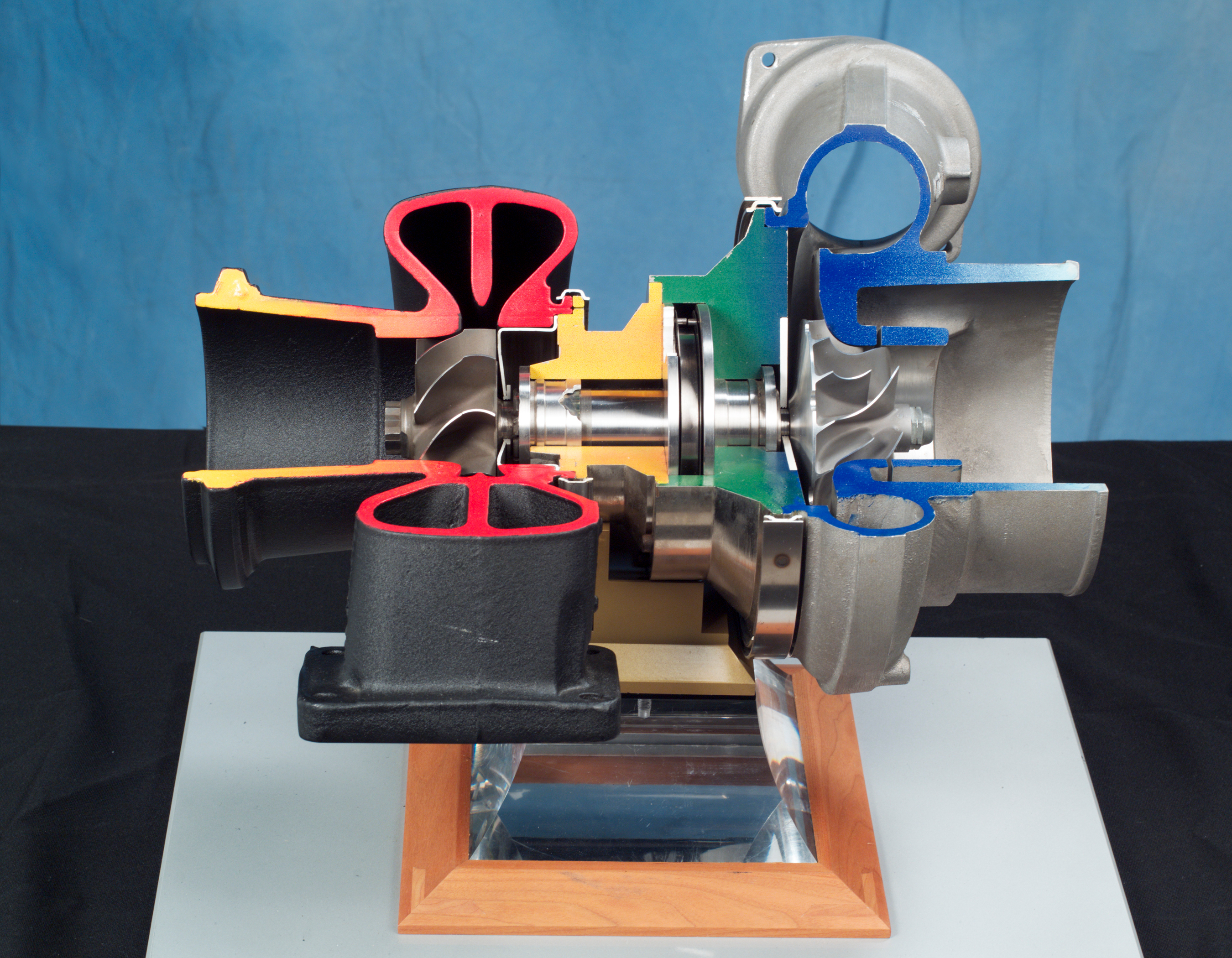
Turbo i genomskärning

Turbodiesel är en dieselmotor med en avgasturbo. Den insugna luften blir förkomprimerad av en turbo. Den största fördelen med en turbo är att mer luft och därmed även mer syre kommer in i motorn och verkningsgraden ökar, Genom den högre kompressionen erhålls en bättre cylinderfyllning och ett ökat arbetstryck. Detta ger dieselmotorn en högre effekt, och en dieselmotors annars "trötta" karaktär piggas upp. Gränserna för den uppnådda effektökning bestäms av motorns termiska och mekaniska hållfasthet. Genom turboladdning av dieselmotorn kan man uppnå en betydligt högre verkningsgrad, upp till 30–60%, beroende på insprutningssystem.
Den snabba utvecklingen mot allt effektivare dieselmotorer och lägre bränsleåtgång kan till stor del tillskrivas det elektroniska common rail insprutningssystemet. En nackdel med detta är att det lett till att det i många fall är svårt att få upp arbetstemperaturen i motorn snabbt, därför har många dieselmotorer av idag en tillsatsvärmare, som hjälper till att värma motorn. 
TDI är en vanlig förkortning för turbodieselmotorer eller turbodieselbilar, det står för Turbo Direct Injektion och är egentligen ett varumärke som tillhör tyska VAG-koncernen bestående av Audi, Volkswagen, Seat, Škoda samt Porsche. TDI revolutionerade dieselbilarna genom att bilen fick en mer körbar karaktär, samtidigt som rök och sot minskade kraftigt och förbrukningen sjönk. 
Så gott som samtliga dieselmotorer, undantaget småmotorer, är försedda med turbo för att öka vridmomentet, dieselmotorns mest användbara egenskap. Tack vare turbo kan t.ex. en lastbilsmotor nå ett mycket högt vridmoment, upp mot 3500 Nm. Turbon arbetar redan strax över tomgångsvarv, men tappar arbetstryck efter 1600 till 2000 motorvarv per minut. 